# Queen Sono
Queen Sono ou Reine Sono au Québec (Queen Sono) est une série télévisée criminelle sud-africaine créée par Kagiso Lediga. La première saison, produite par Netflix, sort sur la plateforme de vidéo à la demande le 28 février 2020,,. C'est la première série originale africaine commandée par Netflix.
La deuxième saison a été commandée puis finalement annulée par Netflix en raison de la pandémie du covid-19.

## Synopsis
Queen Sono suit l'histoire d'une agent secrète clandestine sud-africaine qui lutte contre le crime tout en s'occupant des crises de sa propre vie.

## Distribution
- Pearl Thusi (VF : Déborah Claude): Queen Sono
- Connie Chiume (VF : Virginie Emane) : Nana
- Kate Liquorish (VF : Capucine Lespinas) : eKaterina Gromova
- Sechaba Morojele (VF : Thierry Desroses) : Dr Sid
- Steven John Ward (VF : Laurent Maurel) : Elton / Vitali
- Abigail Kubeka (VF : Frédérique Cantrel) : Mazet

 Source et légende : version française (VF) sur RS Doublage